# Biggles vyšetřuje
Biggles vyšetřuje (v originále Biggles Investigates) je dobrodružná povídková kniha od autora W. E. Johnse z roku 1964. V Česku vyšla v roce 2001, kdy ji vydalo nakladatelství Toužimský & Moravec v Praze.

## Děj
Letecký detektiv James Bigglesworth (známější pod přezdívkou Biggles) pracuje pro policii Scotland Yard a řeší společně se svými kolegy různé případy. V této knize se vyskytuje celkem 8 povídek, z nichž se v každé jedná o jiný případ.

### Žena ze Španělska
Na pastvině u vesnice Upgates poblíž jednoho statku havarovalo letadlo. Letoun zřejmě „zaškobrtnul“ při přistání či startu a převrátil se. Pilot nebyl nikde k nalezení. Biggles společně se svým parťákem Betiem zjistil, že na letadlo někdo nastražil past, podle všeho natažený ostnatý drát. Po nalezení čerstvě vykopané hlíny se rozhodli vyslechnout majitele farmy pana Divertona. Ten se jim nakonec přiznal, že jeho švagr je ve Španělsku politicky pronásledovaný a vše vyvrcholilo v to, že se ho tamní agenti rozhodli odstranit. Nalezli místo jeho úkrytu na farmě a podle všeho měl přijít vrah, který tam měl přistát na jedné z pastvin. Diverton proto na něj nastražil past, která způsobila převrácení letounu, a vrah si zlomil vaz. Jeho tělo poté ze strachu zahrabali, avšak letounu si všimlo námořnictvo a tak nebylo možné se ho zbavit. Divertonovi nakonec byli zproštěni viny a případ se z politických důvodů raději ututlal.

### Měsíční Růže
Bohatý a oblíbený muž jménem Zand, se chvástal svou bohatostí díky své firmě, která prodávala parfémy, z nichž jeden z nejlepších se jmenoval Rosa Luna (Měsíční Růže). Biggles začal mít podezření, zda Zand si s prodejem nepomáhá nějak nezákonně. Při rozhovoru se svým přítelem Clintonem se dozvěděl, že si Zand od nich nechal namontovat přídavnou nádrž, což vzhledem k jeho slovům, že se svým letadlem (Coursier) létá jen pomístní lety, dost nesedělo. Biggles proto požádal Gingera, aby ho sledoval a ten uviděl, jak Zand plní své kanystry na benzín z přídavné nádrže kapalinou, která připomínala čistý líh. Později Biggles s Gingrem nachytal Zanda při činu a ten ze zoufalství na ně zaútočil. Potom co ho zatkli se jim Zand přiznal, že pašoval lahvičky, ve kterých byl Růžový olej, ze kterého po promíchání s čistým lihem vyráběli parfémy. Ještě toho dne skončila činnost Zandovi firmy a všichni její majitelé putovali do vězení.

### Štvanice na dlouhé trati
Při testovacím letu dostal Biggles s Betiem přes rádio zprávu, že v Hampsteadu došlo k bankovní loupeži a banditi prchají před policií v letadle. Biggles s Bertiem letadlo objevili a sledovali ho až na sever Skotska, kde přistálo na neznámém letišti. Biggles s Bertiem zde přistáli také a bandité jim nějak nebránili si prohlédnout jejich stroj. Nic nenalezli a tak se vydali do Dalcrossu, kde počkali na inspektora Gaskina. Biggles si nemohl nevšimnout, jak letadlo banditů letí velmi nízko nad jednou lesní školkou a po jejím přeletění začalo opět stoupat, takže bylo jasné, že svůj lup tam vyhodili a brzo si pro něj přijdou. Následující noci si počkali na jejich příchod a vypukla přestřelka, ve které byl jeden z lupičů jménem Rand zraněn a zatčen. Další z lupičů byl také zatčen, a tak jediný kdo nebyl dopaden, byl pilot letadla, z něhož byli po dvou měsících nalezeny pouze trosky u nizozemského pobřeží. Tělo pilota nebylo nalezeno.

### Pug a Spud
Dva kolegové jménem Pug a Spud společně vyloupili banku v Pimlicu a ukradené peníze někam ukryli. Pugovi se podařilo uniknout za hranice, zatímco Spud byl zatčen. Inspektor Gaskin dostal zprávu, že se Pug znovu objevil v Anglii a požádal proto Bigglese o pomoc, neboť bylo jasné, že pro svůj nelegální návrat do země pro ukradenou kořist použil letadlo. Biggles proto poslal Bertieho do Francie za přítelem a kolegou Marcelem, aby zjistil, zda nemá někdo z nezatčených trestanců pilotní průkaz. Marcel Bertiemu prozradil, že dva piloti sloužící na soukromém letišti podezřele moc utrácí penězi. Bertie se s jedním z nic setkal velmi brzy a domluvil si s ním letecký převoz do Anglie. Muž jménem Grattan mu cestou pověděl, že příští noci svůj tajný let zopakuje, kvůli naložení pasažéra v Anglii. Díky tomu se jim podařilo zatknout Puga i s řidičem falešného taxíku a stejně tak dopadl pilot Grattan.

### Jak rozlousknout oříšek
Před Bigglesem se objevil velice podivný případ úmrtí muže, který spadl z výšky do lesa ve West Ridingu. Nebyl u něj nalezen žádný padák, letecký oděv či doklady. Biggles se proto s Gingrem rozhodl si promluvit s nálezcem mrtvého, jímž byl zahradník jménem Larwood. Ten mu pověděl, že po nálezu mrtvého jeho pán plukovník Thurnburn ho poslal pro policii a po svém návratu uviděl, jak plukovník na zahradě pálí listí. Biggles si prohlédl místo spáleniště a nalezl v něm kroužek uvolňovače padáku. Díky tomu si poté společně s místním inspektorem Colem došlápli na plukovníka, který neustále tvrdil, že o ničem neví. Plukovník se jim svěřil, že onen mrtvý muž je jeho syn, kterého se vždycky snažil podporovat. Ten ale místo toho dělal problém za problémem, což plukovníka finančně ničilo, a když ho naposledy žádal o vysokou částku peněz, odmítl mu ji dát, protože ji nebyl schopen dát dohromady. Syn se proto rozhodl vzít si peníze násilím, avšak při jeho pádu se mu neotevřel padák. Když se plukovník dozvěděl o nálezu mrtvoly, vydal se tam podívat a po zjištění totožnosti sbalil její doklady i s padákem a všechno spálil v ohništi. Plukovník byl nakonec zproštěn viny.

### Dárek k narozeninám
Biggles byl Gaskinem povolán k vyřešení případu záhadné smrti dvanáctileté Nelii Tomkinsové. Podle všeho zemřela na tvrdý úder tupým předmětem do hlavy. U místa tragédie byla nalezena lehce poškozená, avšak nerozdělaná bonboniéra. Nebyli na ni nalezeny žádné otisky. Biggles společně s Gaskinem přijeli k nejbližší usedlosti místa tragédie, která patřila rodině Fairfaxům. Tam zahlédli elegantně oblečenou mladou dámu, u které bylo zprvu jasné, že na zemi něco hledá. Gaskin Bigglesovi pověděl, že ona dáma jménem Diana je zasnoubená s jistým poručíkem RAF Pagetem a nedávno oslavila narozeniny. Biggles si byl jistý, že hledá onu bonboniéru, což mu později potvrdil Gaskin, který se Diany přímo zeptal. Bonboniéru jí prý z letadla shodil její snoubenec a Bigglesovi už bylo všechno jasné. Paget měl špatnou mušku a místo na trávník u domu se trefil na silnici, kde se zrovna procházela Nelie. Tím pádem se vysvětlila jak smrt dívky, tak záhadné poškození bonboniéry.

### Případ amatérských jachtařů
Letecká policie měla za úkol najít a sledovat uprchlý gang zločinců, který ve Francii vyloupil dodávku se zlatými cihlami. Po několika dnech pátraní nad La Manchem Ginger zahlédl, jak posádka jednoho motorového člunu podivně přestupuje uprostřed Kanálu do malé rybářské jachty. Sledoval ji až do oblasti Poltruan, kde zakotvila u jednoho útesu jménem „Bull Head“. Když tu oblast společně s Bigglesem a Bertiem navštívili, nalezli onu jachtu. Místní „mořský vlk“ jim pověděl, že ji vlastní pan Trelawney s pomocníkem Pennigtonem, který se zde dokonce narodil. Jelikož u útesu Bull Head nebyly známy žádné úspěšné úlovky, rozhodli se tam potají podívat a v nastražených pastech na humry nalezli zlaté cihly. Jelikož útes Bull Head byl plný jeskynních chodeb, rozhodli se do jedné z nich cihly schovat. Po příjezdu jachty poté dělali jakoby nic, avšak Ginger potají došel pro policii. Biggles s Bertiem, ale na jejich příjezd čekat nemohli, a tak v době, kdy se gang šel podívat do jeskyní, jim odpluli i s jejich jachtou zpět do přístavu. Cestou se minuli s policejní lodí, která společně s pobřežní stráží gang zatkla.

### O chlapci, kterého zajímali letadla
Třináctiletý Robin Stone napsal Bigglesovi dopis, že se v jeho domovině děje něco o čem by měl vědět. Biggles ho proto společně s Gingrem navštívil a Robin jim pověděl o tom jak jedno z letadel, které před tím nikdy neviděl, z malé výšky upustilo nějaký předmět na zem a odletělo pryč. Když je dovedl k místu, kam měl „balík“ spadnout našel tam Biggles mrtvolu muže, který byl podle všeho zastřelen a poté vyhozen z letadla. Po přivolání místního inspektora začali pátrat, zda neznámý letoun nepřistál někde poblíž. K jejich překvapení ho našli hned druhý den parkujícího na farmě pana Wernera a podařilo se jim mu na poslední chvíli překazit start. Dva muži od letadla se jim začali bránit, avšak byli hned zatčeni a farmář Werner byl osvobozen, když ho nalezli svázaného v trupu letadla. Pan Werner se jim později přiznal, že se zabýval kosmickým výzkumem ve Východním Německu, avšak jednoho dne uprchl do Anglie, kde dostal politický azyl. Jeho syn v Německu z rodinných důvodů zůstal, nakonec byl ale přelstěn východními agenty, kteří mu nabídli pomoc. Při přeletu hranic ho zavraždili a jeho tělo vyhodili z letadla. Poté přepadli Wernera na jeho farmě a chystali se ho unést zpět. Nebýt všímavého Robina, jehož hlavním koníčkem bylo sledování letadel, určitě by se jim to povedlo.

## Postavy
- James „Biggles“ Bigglesworth
- Algernon „Algy“ Lacey
- Ginger Hebblethwaite
- Bertram „Bertie“ Lissie
- inspektor Gaskin
- Marcel Brissac
- generál Raymond

### 1. povídka
- manželé Divertonovi
- Carlos
- policejní inspektor

### 2. povídka
- Clinton
- Kerman Zand

### 3. povídka
- Murdo Duncan
- Rand
- seržant Green

### 4. povídka
- Pug Donovan
- Spud O´Connel
- piloti Desmond Grattan a Jacques Montelle
- řidič taxíku

### 5. povídka
- plukovník Thurnburn
- inspektor Cole
- manželé Larwoodovi
- seržant Lane

### 6. povídka
- Diana Fairfaxová
- poručík Paget

### 7. povídka
- Trelawney
- Pennington
- „Mořský vlk“ a Harry Trevethin

### 8. povídka
- Robin Stone
- paní Stoneová
- pan Werner
- inspektor Carlow a seržant Brown
- východní agenti

## Letadla
- British Taylorcraft Auster
- Hispano D1
- Coursier
- dolnoplošný Auster – přesný typ není uveden
- Aubert Gigale Major
- Berlin Breguet
- Gadfly
- Wolfschmitt – přesný typ není uveden
- vrtulník – přesný typ není uveden